# Chất tẩy xạ
Chất tẩy xạ là hóa chất dùng để tẩy hoàn toàn bụi phóng xạ khỏi đối tượng bị nhiễm xạ. Việc nghiên cứu, sản xuất các chất tẩy xạ bắt đầu từ cuối Chiến tranh Thế giới lần thứ 2, sau khi vũ khí hạt nhân được sử dụng trong chiến tranh. Ban đầu, chủ yếu chất tẩy xạ sử dụng ở dạng lỏng; công nghệ vật liệu mới phát triển đã cho ra đời chất tẩy xạ sử dụng ở dạng rắn, sử dụng đơn giản, giảm ô nhiễm môi trường.

## Phân loại
- Theo trạng thái sử dụng, có chất tẩy xạ sử dụng ở dạng lỏng và chất tẩy xạ sử dụng ở dạng rắn.

- Theo phương thức chế tạo, có chất tẩy xạ chuyên dụng và chất tẩy xạ ứng dụng.

## Chất tẩy xạ chuyên dùng ở dạng lỏng
Thành phần chất tẩy xạ chuyên dụng ở dạng lỏng thường gồm: chất hoạt động bề mặt, chất tạo phức và phụ gia. 
Khi đưa vào đối tượng nhiễm xạ, do chất hoạt động bề mặt làm giảm sức căng bề mặt nên dung dịch chất tẩy xạ dễ dàng thấm ướt bề mặt bụi phóng xạ và bề mặt cần tẩy xạ, tạo màng bao quanh và tách bụi phóng xạ khỏi bề mặt nhiễm, đồng thời đưa vào trong dung dịch; tại đây, các ion và phân tử chất tạo phức sẽ liên kết với bụi phóng xạ, giữ không cho bám trở lại; sau đó, dòng dung dịch sẽ chuyển các bụi phóng xạ chảy ra ngoài bề mặt vừa được tẩy rửa. Để bảo đảm an toàn cho đối tượng cần tẩy xạ, dung dịch tẩy xạ phải được sử dụng kịp thời; tỉ lệ pha chế phải chính xác theo tiêu chuẩn quy định cho từng chất tẩy xạ và phù hợp với phương tiện dùng tiêu tẩy.

### Chất hoạt động bề mặt
Chất hoạt động bề mặt là hợp chất hữu cơ, có cấu tạo phân tử gồm 2 phần: ưa nước và kị nước; hòa tan vào nước làm giảm sức căng bề mặt của nước; dựa theo cấu tạo hóa học và bản chất trong dung dịch nước, chia làm 2 loại: chất hoạt động bề mặt ion và không ion. 
Chất hoạt động bề mặt ion (xà phòng béo, sunfonol, hardinol...) khi hòa tan vào nước phân li thành các ion. 
- Sunfonol là chất tẩy rửa tổng hợp phổ biến nhất, thuộc loại muối natri của ankilaril sunfonic axit; được sản xuất dưới dạng bột nhão (sunfonol-NP-1) và ở dạng mảnh vẩy khô hay dạng hạt (sunfonol-B); ít tan trong nước, dung dịch nước có môi trường từ trung tính tới kiềm nhẹ; tẩy rửa tốt ở nhiệt độ 35-40oC, giữ được tính chất tẩy rửa trong môi trường axit, nước cứng và nước biển.

- Hardinol là hỗn hợp muối natri của sunfoete các rượu bậc cao (chủ yếu là rượu hexadyxelic C16H33OH, hay rượu oxilylic C18H35OH), được tách ra từ mỡ của cá nhà táng; hardinol kĩ thuật chứa 50-60% ankyl sunfonatnatri và 40-50% các muối vô cơ sunfonatnatri và cloruanatri (là các chất kích hoạt tăng cường hiệu quả của quá trình tẩy rửa); dạng bột màu trắng hoặc trắng ngà; dung dịch có tính kiềm nhẹ, có khả năng thấm ướt cao; tẩy rửa tốt trong nước cứng và nước biển; hardinol có thể được dùng để tẩy xạ quần áo trong máy giặt. Xà phòng béo thông thường (là muối natri hay kali của các axit béo có mạch cacbon no: axit penmitic C15H31COOH, axit stearic C17H35COOH...), có tác dụng tẩy rửa tốt. Nhược điểm: tẩy rửa trong nước cứng tạo kết tủa muối canxi, magiê..., cản trở quá trình tẩy xạ vải; tẩy rửa trong môi trường axit bị phân hủy thành các axit béo không tan, dung dịch xà phòng béo có tính kiềm lớn nên khi tẩy rửa cho đồ vật bằng tơ, lông sẽ phá hủy các loại vật liệu này; hiệu quả tẩy rửa tốt nhất của xà phòng béo là ở nhiệt độ 60-70oC, tuy nhiên ở nhiệt độ này sẽ làm hỏng nhiều loại vải.

Chất hoạt động bề mặt không ion là các chất khi hòa tan vào nước không phân li thành các ion; đây là các polyglicolete, có công thức chung RR1C6H3O(C2H4O)nH (R là gốc hiđrôcacbon, trong đó số nguyên tử C là 8-10, R1 có thể là gốc hiđrôcacbon hoặc H); trong kĩ thuật các chất hoạt động bề mặt không ion có kí hiệu OP (OP-7 khi n = 7, OP-10 khi n = 10), sử dụng nhiều nhất là OP-10.

### Chất tạo phức
Chất tạo phức là chất làm tăng hiệu ứng tẩy rửa khi kết hợp với các ion âm của bụi phóng xạ tạo thành phức chất trong nước; gồm: hexametaphotphat, tripolyphotphat natri và pyrophotphat natri. 
- Hexametaphotphat (Na2[Na4P6O18]) có dạng khối thủy tinh, d = 2,45 kg/dm3, tan chậm trong nước; nhiệt độ nóng chảy: 618oC; dung dịch 1% có pH = 6,0-6,6; có thể tạo phức với cation đồng vị phóng xạ Sr+ (stronxi) và chuyển vào dung dịch, loại bỏ Sr+ khỏi bề mặt bị nhiễm; tripolyphotphat natri (Na5P3O10), chất bột màu trắng, dễ tan trong nước, nhiệt độ nóng chảy: 820oC; dung dịch 1% có pH = 9,7, dùng để tạo phức với cation các đồng vị phóng xạ, đồng thời làm mềm nước do liên kết với các muối của nước cứng tạo phức tan và gây pepit hóa các hạt chất bẩn vô cơ.
- Pyrophotphatnatri (Na4P2O7), tinh thể màu trắng, nhiệt độ nóng chảy: 940oC; dung dịch 1% có pH = 10,2; khả năng tạo phức kém hơn tripolyphotphat natri.

### Chất phụ gia
Chất phụ gia gồm các chất có đặc tính kiềm và các chất điện li.
- Các chất có đặc tính kiềm (soda, trinatri photphat) khi thủy phân trong nước tạo thành kiềm, có tác dụng tăng khả năng tạo nhũ tương của dung dịch đối với các chất bẩn dạng dầu. Trong đó, soda có vai trò tách các ioncanxi, magiê khỏi dung dịch dưới dạng huyền phù làm giảm độ cứng nước, tăng độ trương và làm mềm các chất bẩn, rửa sạch các axit béo tự do trong thành phần chất bẩn và tạo các chất phức bền với các nguyên tố đất hiếm có trong thành phần các sản phẩm phân rã urani và plutoni.
- Tương tự như soda, trinatri photphat cũng có vai trò làm mềm nước, tăng tác dụng của chất hoạt động bề mặt, rửa sạch các axit béo tự do có trong chất bẩn trên bề mặt được bôi dầu mỡ; trinatri photphat có tính chống khuẩn nên được cho vào bột SF-2 để diệt trùng; đồng thời, ứng dụng đặc tính kiềm của dung dịch để tiêu độc chất độc sarin khi không có chất tiêu độc. Các chất điện li: sunphat và cloruanatri, có tác dụng giảm nồng độ giới hạn của chất hoạt động bề mặt, bảo vệ bề mặt được tẩy rửa không bị gỉ sau khi tẩy xạ.

## Chất tẩy xạ sử dụng ở dạng rắn
- Chất tẩy xạ sử dụng ở dạng rắn là loại este rắn có cấu trúc xốp, có lực hút lớn; công thức hóa học: RO-CO-NH-R.

- Cơ chế tẩy xạ: khi rải lên bề mặt đối tượng nhiễm, do cấu trúc xốp và lực hút lớn, hạt tẩy xạ sẽ hấp thụ các chất phóng xạ; sau khi quét, bề mặt vật thể trở nên sạch bụi phóng xạ.

## Chất tẩy xạ ứng dụng
Chất tẩy xạ ứng dụng có các loại dung dịch xà phòng, bột giặt dân dụng để tẩy xạ; cồn, xăng, dầu để lau rửa bụi phóng xạ trên bề mặt vật thể dính nhiều dầu mỡ; dùng tro than, đất cát xoa lên bề mặt bê tông, sắt thép, dùng tinh bột xoa lên da và quân trang bị nhiễm để hấp thụ chất phóng xạ, sau đó quét sạch, vùi lấp kĩ.

## Sử dụng
Quân đội các nước sử dụng nhiều loại chất tẩy xạ, như Quân đội Nga có SF-2 và SF-2U. SF-2 ở dạng bột mịn màu kem hay vàng sẫm, dễ tan trong nước (kể cả nước cứng, với nhiệt độ 10-15oC); dung dịch 0,3% có pH = 11,6; SF-2 được điều chế bằng cách trộn dung dịch nước sunfonol và trinatri photphat (theo tỉ lệ 1:2), sau đó sấy khô; thành phần sản phẩm: 18% sunfonol, 30% trinatri photphat, 16% sunphat natri, còn lại là nước. 
SF-2U, dạng bột nhìn bên ngoài giống SF-2, dễ tan trong nước ở nhiệt độ 10-15oC; dung dịch 0,3% có pH = 9,5; thành phần: 25% sunfonol, 50% tripolyphotphat natri, 18% sunphat natri; tẩy rửa và tạo bọt tốt hơn SF-2. 
Quân đội Mĩ sử dụng CTX PS-751, là hỗn hợp các muối photphat, silicat, xút... có thành phần tương tự SF-2U. 
Quân đội Đức sử dụng Colla decohtacoll, là chất tẩy xạ sử dụng ở dạng thể rắn. 
Từ năm 1958, bộ đội hóa học QĐNDVN đã sử dụng CTX SF-2 và SF-2U; năm 1993, nghiên cứu sản xuất chất tẩy xạ TX-93, sản phẩm dạng bột màu trắng hay vàng nhạt, có tính tẩy rửa gần như SF-2U; thành phần: 20% sunfonol, 40% tripolyphotphat natri, 22% sunphat natri, 10% natrisilicat Na2SiO3, 6% soda Na2CO3, 2% chất thơm, chất màu và tạp chất.